# Youree
Youree (bürgerlich: Youree Fortenbacher; * 15. November 1997) ist ein deutscher DJ, Musikproduzent und Songwriter aus Köln. Als Produzent ist er im Bereich Elektro und House aktiv und legt regelmäßig auf großen Musikfestivals wie New Horizons, Rock am Ring und Ruhr in Love auf.

## Werdegang
Fortenbacher wuchs in einer musikalischen Familie auf. Durch seine Mutter, die von Beruf Opernsängerin war, kam er früh in Kontakt mit Musik und lernte bereits mit 5 Jahren Posaune und mit 7 Klavier zu spielen. Mit 9 Jahren komponierte er sein erstes klassisches Stück auf dem Klavier. Durch das wachsende Interesse an elektronischer Musik veröffentlichte er 2010 seinen ersten Bootleg auf YouTube. 2017 folgten erste Auftritte in lokalen Clubs.
Seit 2017 tritt Youree regelmäßig auf großen Musikfestivals auf, darunter New Horizons, Rock am Ring, e-Lake, Spring Break Island und Ruhr in Love. Insbesondere legt er regelmäßig im Kölner Bootshaus auf. Darüber hinaus kamen Auftritte in mehreren Ländern Europas sowie 2019 in den USA dazu. 2019 veröffentlichte er seine erste Single Broken Love mit Empra auf dem Kölner Label WEPLAY Music, welche auf dem Tomorrowland Festival Premiere feierte. Das Fachmagazin Dance-Charts hob die „catchige Vocalline“ sowie den „druckvollen Future Bounce Drop“ dieses Lieds hervor. Außerdem erreichte es Platz 2 der Beatport Future House Charts und war für 89 Tage in den Top 100 gelistet. Seinen ersten Solotrack mit dem Titel Hello veröffentlichte Youree 2020. Die Nummer ist dem Electro-House zuzuordnen und erhielt unter anderem Unterstützung von Fedde Le Grand. 2021 arbeitete Youree mit dem deutschen DJ und Produzenten Danth zusammen. Der gemeinsame Track So Done With It erschien Anfang 2021. Im Juni folgte ein Remix zu Uplink – Machine auf Thomas Golds Label Fanfare.

## Diskografie

### Singles
- 2019: Broken Love (mit Empra) [WEPLAY]
- 2020: Hello [WEPLAY]
- 2021: So Done With It (mit Danth)

### Remixe
- 2021: Uplink feat. Linn Sandin – Machine [Fanfare]